# 中华巨盾蛞蝓
中华巨盾蛞蝓（学名：Macrochlamys sinensis）为拟阿勇蛞蝓科巨盾蛞蝓属的动物，是中国的特有物种。分布于广东、福建、安徽、江西、湖南、湖北、四川、北京、河北、西北各地以及长江流域一带等地，生活环境为陆地，多栖息于河岸、溪边潮湿的灌木丛、草丛中以及多腐殖质处。
其种加词“sinensis”意为“中华的”。

## 亚种
- 光滑巨盾蛞蝓（学名：Macrochlamys superlita superlita），Morelet于1862年命名，是中国的特有物种。分布于广东、福建、广西、香港、澳门等地，生活环境为陆地，常栖息于潮湿的石块下树叶下、草丛中以及松软的泥土中。[2]